# Per Kirkeby
Per Kirkeby (Copenaghen, 1º settembre 1938 – Copenaghen, 9 maggio 2018) è stato un pittore, scultore, scrittore e regista danese.

## Biografia

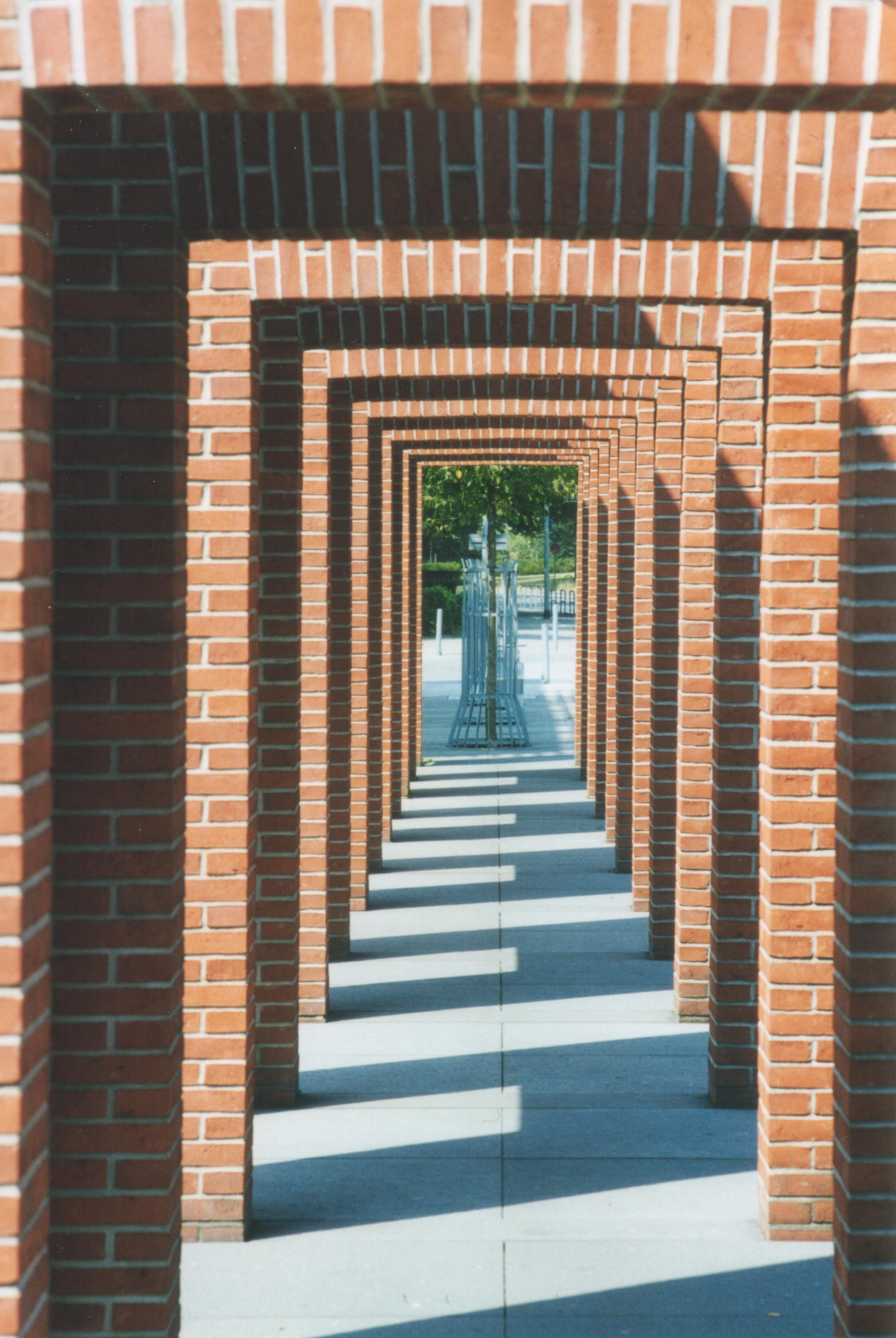
Scultura in mattoni di Per Kirkeby di fronte alla Biblioteca Nazionale Tedesca (Francoforte sul Meno, DE).

1962 Studente alla scuola di arte sperimentale di Copenaghen, dove lavora sulla pittura a olio, la grafica, la cinematografia 8mm e su varie performance;
1974 prima esposizione alla galleria Michael Werner di Colonia; pubblica Fliegende Blätter;
1976 partecipa alla Biennale di Venezia (come farà anche nel 1980, 1993, 1997 e 2005);
1977 mostra individuale al Museo Folkwang (Essen);
1978 docente all'Accademia Artistica di Karlsruhe;
1979 acquista una casa sull'isola di Læsø nel Cattegat;
1982 mostra individuale al Van Abbemuseum, Eindhoven; Documenta 7, Kassel;
1988 pubblica una raccolta di saggi su Delacroix, Manet e Picasso;
1990 gli viene conferito il premio artistico NORD/LB in ragione degli eccezionali risultati ottenuti nel campo dell'arte contemporanea;
1996 riceve il Coutts Contemporary Art Foundation Award e l'Henrik-Steffens-Award 1996;
1999 scenografie per la rappresentazione del Lago dei cigni del New York City Ballet;
2000 docente alla Städelschule di Francoforte;
2003 Herbert-Boeckl-Preis per la carriera artistica;
2007 disegna i costumi per la rappresentazione di Romeo e Giulietta del New York City Ballet; prima importante mostra in Cina al Museo di Arte Moderna Zendai di Shanghai; mostra Per Kirkeby all'"Arts Club" di Chicago;
2008 Per Kirkeby Retrospective presso il Louisiana Museum of Modern Art (Danimarca);
2009 Per Kirkeby Retrospective, Tate Modern (Londra);
Per Kirkeby vive e lavora a Copenaghen, Læsø, Francoforte e in Italia.

## Principali mostre

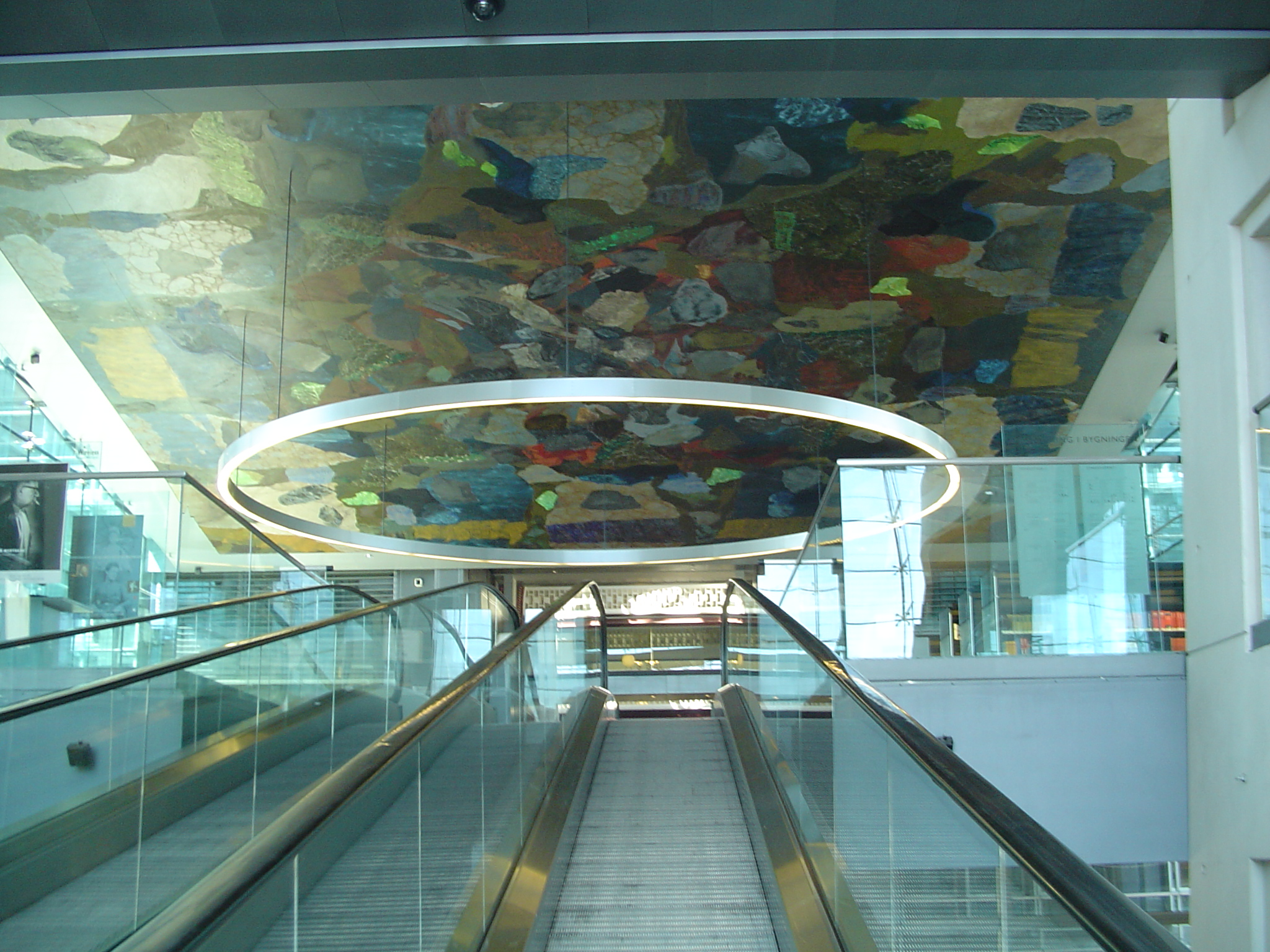
Affresco senza titolo di Per Kirkeby's nella biblioteca Den Sorte Diamant (Copenaghen, DK).

- 2009 Per Kirkeby, Tate Modern, Londra
- 2008 - 09 Per Kirkeby, Louisiana Museum of Modern Art, Humlebæk (Copenaghen)
- 2007 Per Kirkeby, museo di Arte moderna Zendai (Shanghai)
- 2007 Per Kirkeby: Neue Bilder, galleria Michael Werner (Colonia) e Julius Werner (Berlino)
- 2007 Per Kirkeby, "Arts Club" (Chicago)
- 2006 Per Kirkeby Statens Museum for Kunst Copenaghen
- 2006 Per Kirkeby – Prototypes of Nature, Kunsthalle im Emden, Emden
- 2006 Per Kirkeby – DS Art Galerie, Francoforte
- 2006 Per Kirkeby, Kunsthalle zu Kiel, Kiel
- 2006 Per Kirkeby / Crystal – Reflections, Connections and References, Aargaouer Kunsthaus, Aarau
- 2006 Homage to Chillida, Guggenheim, Bilbao
- 2005 Per Kirkeby, Galerie Vidal-Saint Phalle, Parigi
- 2005 Per Kirkeby: Recent Masonites, galleria Michael Werner, New York
- 2005 Per Kirkeby: Recent Masonites, galleria Michael Werner, Colonia
- 2005 Per Kirkeby, galleria "LA Louver", Venezia
- 2005 Per Kirkeby: New Paintings, galleria Bo Bjerggaard, Copenaghen
- 2004 Per Kirkeby, Galerie Bernd Kugler, Innsbruck
- 2004 Per Kirkeby: Bilder, Masonite, Zeichnungen, galleria Gabriele von Loeper, Amburgo
- 2004 Per Kirkeby. Ohne Beweis, Niels Borch Jensen Galerie und Verlag, Berlino
- 2004 Per Kirkeby, galleria "LA Louver", Venezia, CA
- 2004 Per Kirkeby: Natur und Gestalt. Retrospektive der Zeichnungen und Aquarelle, museo comunale di Singen
- 2004 Per Kirkeby – Retrospettiva dei Disegni, Accademia Tedesca in Roma, Villa Massimo, Roma
- 2003 Per Kirkeby – Natur und Gestalt. Retrospektive der Zeichnungen und Aquarelle, Sinclair-Haus, Bad Homburg v.d.H.
- 2002 Per Kirkeby. Monotypes, University Art Gallery, University Massachusetts Dartmouth, North Dartmouth (MA)
- 2002 Per Kirkeby. 122 x 122 - Gemälde auf Masonit, museo Ludwig, Colonia
- 2001 Per Kirkeby. Monotypien, Masonite, Bronzen, Deutsche Bank Luxembourg, Lussemburgo
- 2000 Per Kirkeby. Die Karlsruher Jahre, im Hallenbau A, Städtische Galerie Karlsruhe, Karlsruhe
- 2000 Per Kirkeby. Radierungen, Holzschnitte, Monotypien • 1980-2000
- 1998 Per Kirkeby. Schilderijen, sculpturen en modellen in brons/Peintures, Sculptures et modèles en bronze, Paleis voor Schone Kunsten/Palais des Beaux Arts, Bruxelles
- 1997 Per Kirkeby - Malerier og skulpturer, galleria Riis, Oslo
- 1996 Per Kirkeby. Peintures 1992 - 1996, Maison des Arts Georges Pompidou, Centre d'art contemporain, Cajarc-Lot, Francia
- 1991 Per Kirkeby. Pinturas y Esculturas, galleria Gamarra y Garrigues, Madrid
- 1990 Galerie Biedermann Munich, Monaco di Baviera
- 1987 Ludwig Museum, Colonia
- 1985 Whitechapel Art Gallery, Londra
- 1984 An International Survey of Recent Painting and Sculpture, New York
- 1982 Stedelijk Van Abbemuseum, Eindhoven
- 1978 Kunsthalle, Berna
- 1977 Museo Folkwang, Essen
- 1975 Statens Museum for Kunst ("The Danish National Gallery") Copenaghen

## Pubblicazioni

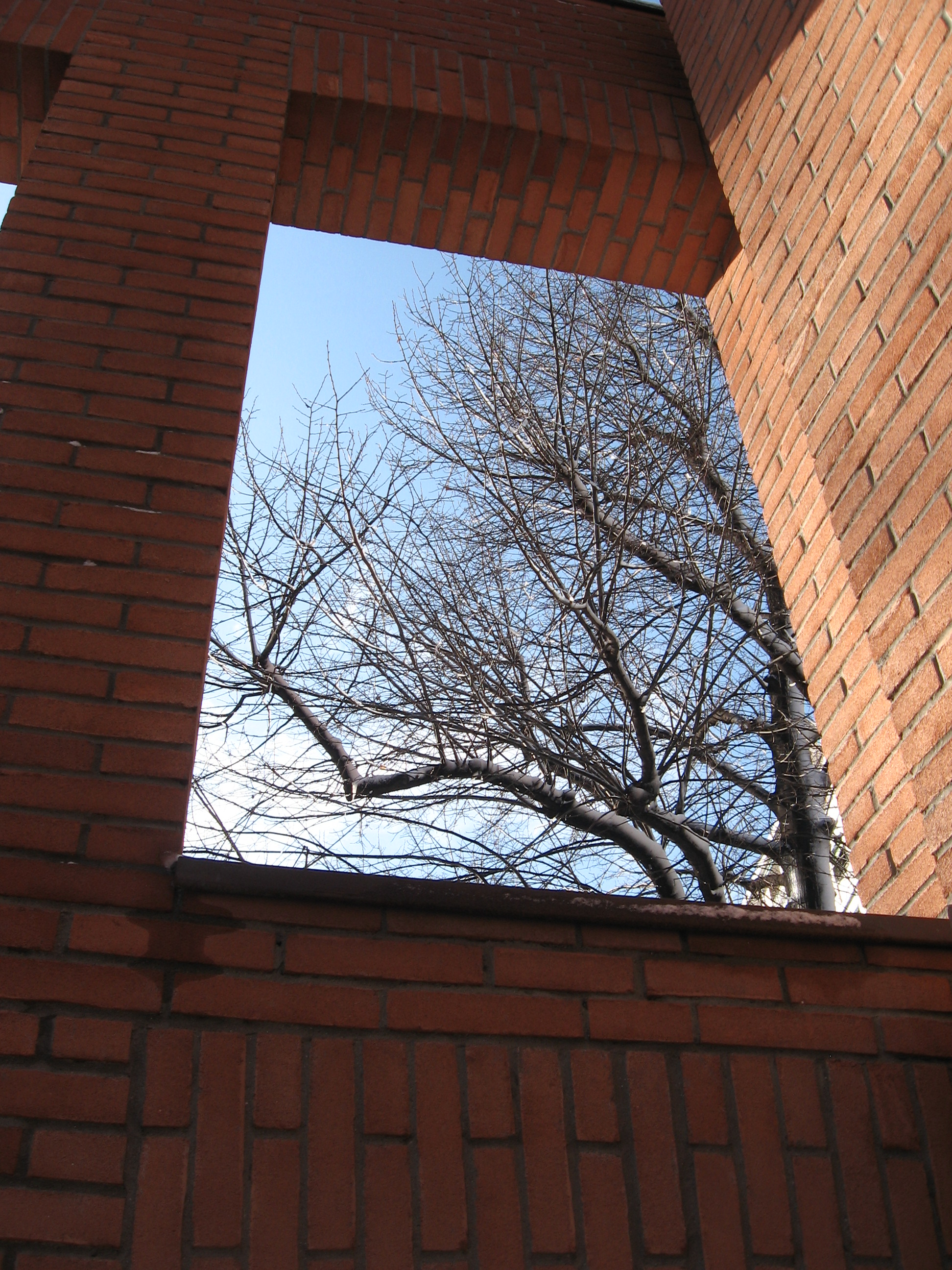
Opera per Torino, dettaglio (Torino, IT).

- 2012 Per Kirkeby. Kaere Aby Warburg in "MozArt" - edited by Bruno Corà, Perugia, 3Arte - Ali&no editrice, n.1 2012, pag. 28-39 - ISBN 978-88-6254-092-6
- 2003 Tøjner, Poul Erik: Per Kirkeby. Malerei. Köln : Colonia, 2003
- 2003 Per Kirkeby. Natur und Gestalt. Retrospektive der Zeichnungen und Aquarelle, (Sinclair-Haus, Altana Kulturforum, Bad Homburg v.d. Höhe; Deutsche Akademie Rom, Villa Massimo; Städtisches Kunstmuseum Singen). Bad Homburg v.d. Höhe : ALTANA, 2003
- 1999 Per Kirkeby. Sorte billeder og bronzer. Schwarze Bilder und Bronzen, (Kat.) Museumsberg, Flensburg, Tønder/ Flensburg: Sønderjyllands Kunstmuseum/Museumsberg, 1999
- 1999 Per Kirkeby, malerier og bronzer, Magasin 3, art gallery, Stoccolma 1999
- 1997 Kirkeby, Per: Gespräche mit Lars Morell, König: Colonia, 1998, (Kunstwissenschaftliche Bibliothek; Bd. 8), Zugl. Copenaghen: Borgens, 1997
- 1994 Per Kirkeby. Großformatige Zeichnungen 1977-1994, (Kat.), Portikus, Francoforte sul Meno, Münster: Kleinheinrich, 1994
- 1990 Per Kirkeby. Gemälde, Arbeiten auf Papier, Skulpturen 1977-90, (Kat.), Francoforte sul Meno: Städelsches Kunstinstitut, 1990
- 1989 Per Kirkeby. Pinturas, esculturas, grabados y escritos, (Kat.), Valencia: IVAM, Centre del Carme, 1989
- 1984 Per Kirkeby. Übermalungen 1964-1984, (Kat.), Monaco di Baviera: Kunstraum, 1984
- 1979 Hunov, John: Per Kirkeby. Oeuvrekatalog 1958-1977 over raderinger, linoleumssnit, træsnit, Copenaghen: Borgens, 1979
- 1977 Per Kirkeby. Fliegende Blätter, (Kat.), Essen: Museo Folkwang, 1977

## Documentari
- documentario - Med Kirkeby på Læsø di Søren Ryge Petersen (1995)
- documentario - Per Kirkeby - vinterbillede di Jesper Jargil (1996)
- documentario - Slottet i Italien di Anne Wivel (2000)
- documentario - Temalørdag: Naturen i kunsten di Søren Ryge Petersen (2003)